# Кассий Клермонтский
Кассий (ум. в 264 году) — святой мученик Клермонтский со товарищи числом 6266. День памяти — 15 мая. 
Святой Кассий был сенатором. Обращён к  Господу св. Австремонием. Он и его товарищи были умучены Хрокасом (Chrocas), вождём вторгшихся германских варваров.